# Acer sieboldianum
Acer sieboldianum es una especie de arce nativo de Japón y común en los bosques de Hokkaido, Honshu, Shikoku y las islas Kyūshū;. en el sur la distribución se limita a los bosques de montaña. Su nombre se debe a Philipp Franz von Siebold.

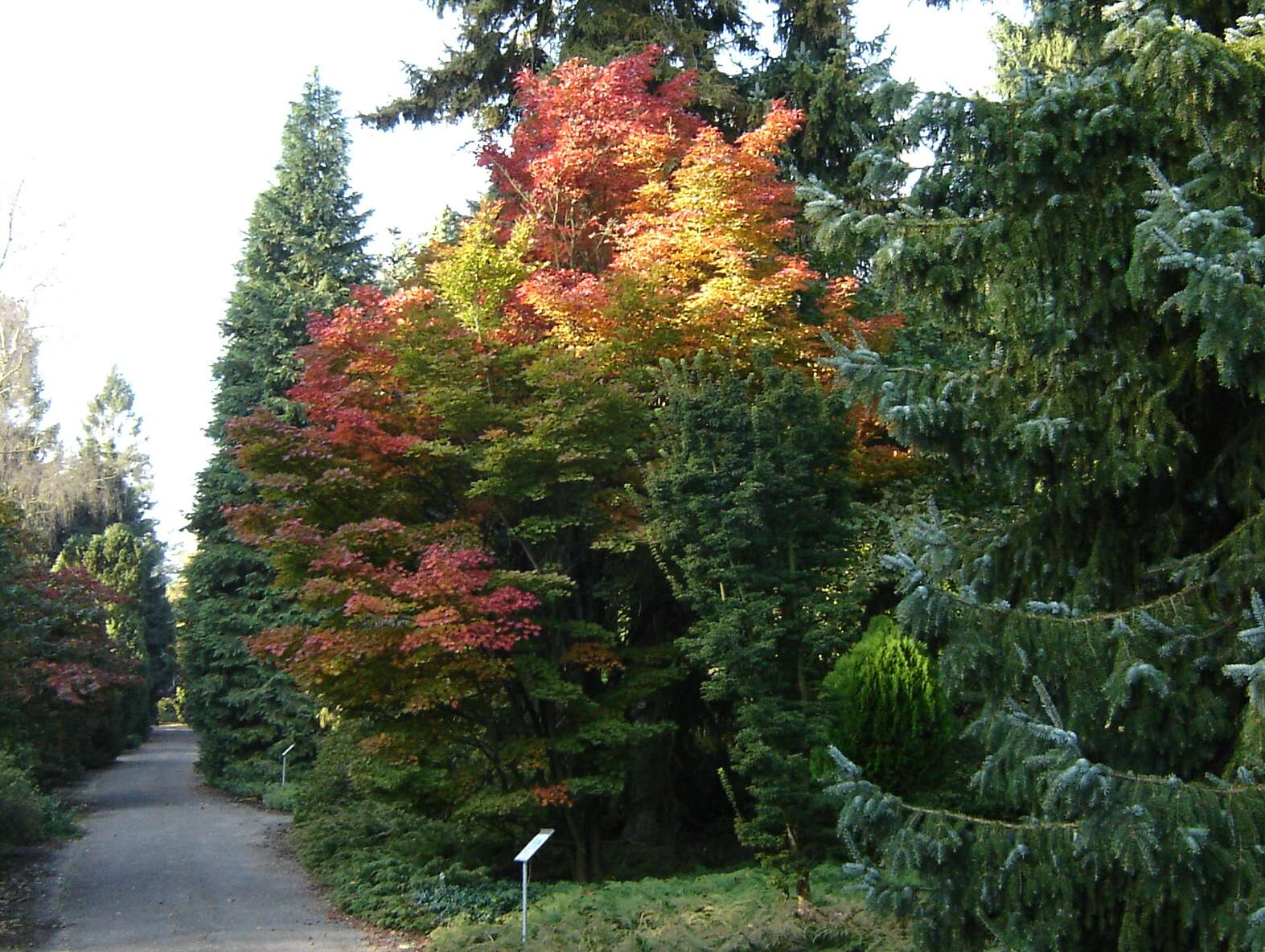
Acer sieboldianum "Osiris" en su color de otoño, en el Arboretum Von Gimborn, en los Países Bajos

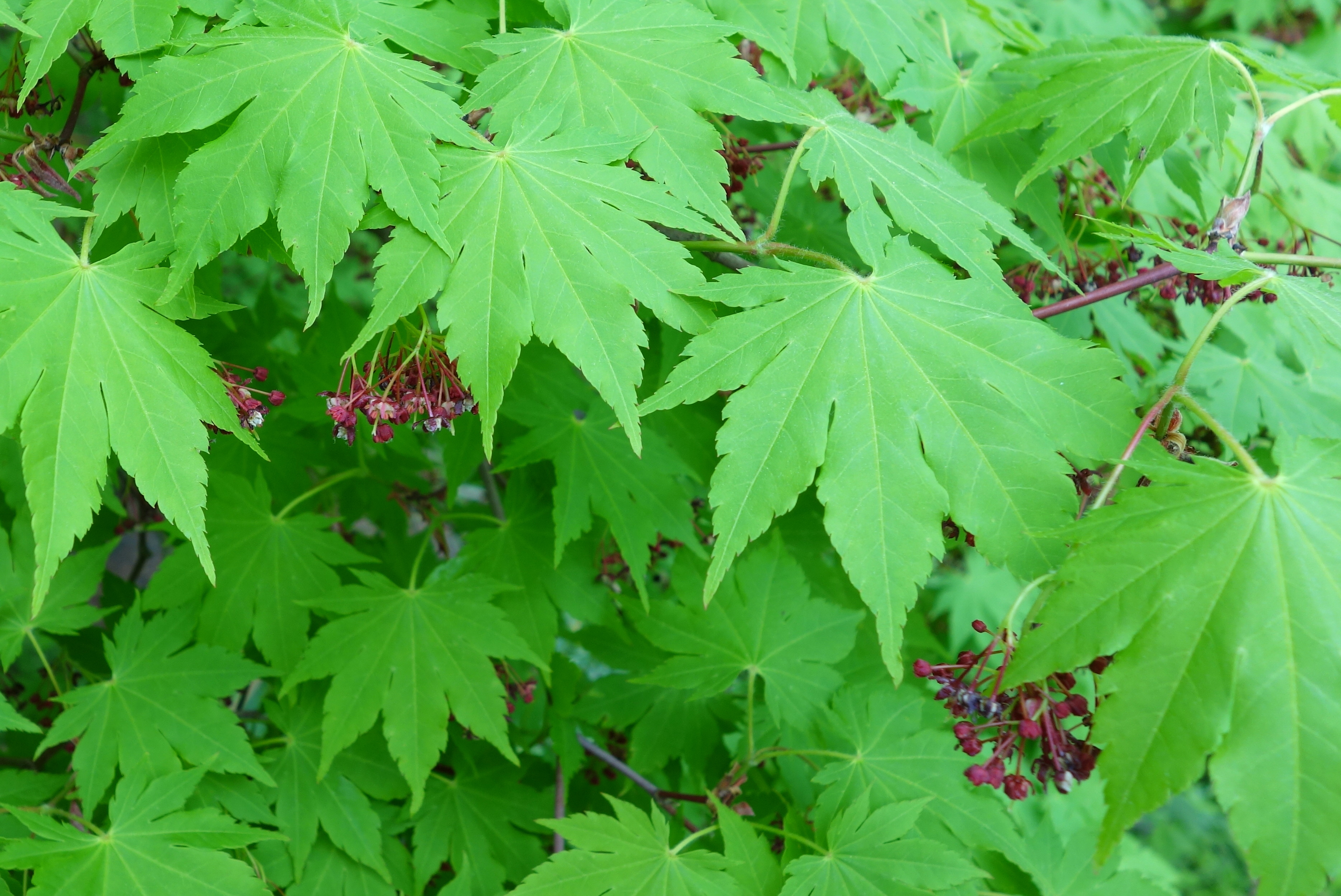
Detalle de las hojas

## Descripción
Se trata de un árbol de crecimiento lento, de hoja caduca de pequeño y mediano, creciendo de 10 a 15 m de altura, con suave corteza de color gris-marrón. Los brotes jóvenes son de color verde a rojo, finamente cubiertos de pelos blancos en su primer año. Las hojas son de color verde oscuro, de 4 a 8 cm de largo y 5 a 10 cm de ancho con un pecíolo de 3 a 7 cm, y palmatilobadas con nueve a once (en ocasiones sólo siete) lóbulos. Las hojas jóvenes en primavera son pilosas con pelos blancos, con el pecíolo y las venas en el envés de las hojas peludas restantes durante todo el verano, una característica útil para diferenciarla de la relación con la Acer palmatum. En otoño, las hojas se tornan de color naranja brillante a rojo. Las flores son de color amarillo pálido, producidas en corimbos de 10 a 15 en conjunto, es andromonoica, con inflorescencias que contienen flores, ya sea con los dos sexos, o sólo masculino. El fruto es una pareja de sámaras, el cual se extiende de forma horizontal, en cada semilla con un ala de 15 a 20 mm. La floración es en primavera, con la maduración del fruto a principios de otoño.
La corteza es lisa y las flores amarillas ayudan a distinguirlo de la estrecha relación con la Acer japonicum, que tiene una corteza áspera, escamosa y de flores rojas, mientras que los tallos vellosos y con flores de color amarillo lo distinguen de la Acer shirasawanum (con tallo lampiño y flores de color rojo).

## Cultivo
El Acer sieboldianum no es tan raro en el cultivo de lo que parece. Las muestras se confunden a menudo y son mal etiquetados como especies similares en la serie Palmata, tales como la Acer japonicum, la Acer shirasawanum y la Acer palmatum, también se confunde a veces con la Acer pseudosieboldianum, una especie vecina de la parte continental adyacente en el noreste de Asia.
Varios cultivares han sido seleccionados, la mayoría sólo se ven raramente fuera de Japón. Los cultivares son "Kinugasa yama", "Mi yama nishiki", "Ogura yama", "Sode no uchi" y "Osiris".

## Taxonomía
Acer sieboldianum fue descrita por Friedrich Anton Wilhelm Miquel y publicado en Ann. Mus. Bot. Lugduno-Batavi 2: 87 1865.
Etimología
Acer: nombre genérico que procede del latín ǎcěr, -ĕris = (afilado), referido a las puntas características de las hojas o a la dureza de la madera que, supuestamente, se utilizaría para fabricar lanzas. Ya citado en, entre otros, Plinio el Viejo, 16, XXVI/XXVII, refiriéndose a unas cuantas especies de Arce.
sieboldianum: epíteto otorgado en honor del botánico alemán Philipp Franz von Siebold. 
Sinonimia
- Acer japonicum var. sieboldianum (Miq.) Franch. & Sav.
- Acer polymorphum var. kaempferi Späth[9]